# Pays d'Ouest Limousin
 (juin 2025).
Motif : Sans sources
- Archive Wikiwix
- Bing
- Cairn
- DuckDuckGo
- E. Universalis
- Gallica
- Google
- G. Books
- G. News
- G. Scholar
- Persée
- Qwant
- (zh) Baidu
- (ru) Yandex
- (wd) trouver des œuvres sur Wikidata

| 1. | Préciser le motif de la pose du bandeau. | Précisez le motif de la pose du bandeau en utilisant la syntaxe suivante : {{admissibilité à vérifier\|date=juillet 2025\|motif=remplacez ce texte par le motif}}                          |
| 2. | Informer les utilisateurs concernés.     | Pensez à avertir le créateur de l'article, par exemple, en insérant le code ci-dessous sur sa page de discussion : {{subst:avertissement admissibilité à vérifier\|Pays d'Ouest Limousin}} |

Le Pays d'Ouest Limousin est une ancienne structure de regroupement de collectivités locales françaises, créée par la loi Voynet, située dans le département de la Haute-Vienne et la région Aquitaine-Limousin-Poitou-Charentes.
Elle compte[Quand ?] 57 512 habitants répartis sur 46 communes. Elle regroupait la communauté de communes Vienne-Glane, la communauté de communes de la Vallée de la Gorre, communauté de communes des Monts de Châlus, la communauté de communes du Val de Vienne, la communauté de communes du Pays de la Météorite et la communauté de communes des Feuillardiers.
En 2016, le Pays fusionne avec le Pays de Saint-Yrieix-Sud Haute-Vienne pour former le territoire de la Fédération Châtaigneraie limousine.

## Communes
- Aixe-sur-Vienne
- Beynac
- Bosmie-l'Aiguille
- Burgnac
- Bussière-Galant
- Les Cars
- Chaillac-sur-Vienne
- Châlus
- Champagnac-la-Rivière
- Champsac
- La Chapelle-Montbrandeix
- Chéronnac
- Cognac-la-Forêt
- Cussac
- Dournazac
- Flavignac
- Gorre
- Javerdat
- Jourgnac
- Lavignac
- Maisonnais-sur-Tardoire
- Marval
- Oradour-sur-Glane
- Oradour-sur-Vayres
- Pageas
- Pensol
- Rochechouart
- Saillat-sur-Vienne
- Saint-Auvent
- Saint-Bazile
- Saint-Brice-sur-Vienne
- Saint-Cyr
- Saint-Junien
- Saint-Laurent-sur-Gorre
- Saint-Martin-de-Jussac
- Saint-Martin-le-Vieux
- Saint-Mathieu
- Saint-Priest-sous-Aixe
- Saint-Victurnien
- Saint-Yrieix-sous-Aixe
- Sainte-Marie-de-Vaux
- Les Salles-Lavauguyon
- Séreilhac
- Vayres
- Verneuil-sur-Vienne
- Videix